# Alexis Amore
Alexis Amore (Lima; 29 de diciembre de 1978) es una actriz pornográfica peruana.

## Biografía
Nació en Lima, Perú y vivió ahí hasta los 9 años, cuando se mudó con su familia a Hermosa Beach, California, Estados Unidos. En California, comenzó a asistir a un colegio privado católico y durante sus años de estudiante fue animadora y coanimadora de Wilson-Podcast.
A los 15 años, comenzó a trabajar como modelo para los grandes almacenes Nordstrom de Estados Unidos, entre otros.

### Carrera como actriz porno (1998 - 2013)
En 1998, Alexis acudió a un casting para una serie de TV de la cadena estadounidense HBO y le recomendaron que se presentase a un casting para Playboy. Así lo hizo y poco después fue contratada como presentadora del programa de Playboy TV Night Calls, lo que le brindó la oportunidad de entrevistar a actrices porno tales como Jewel De'Nyle o Alexa Rae y, atraída por los comentarios de las actrices sobre la industria del porno, decidió que ella también quería dedicarse a ello.
Contactó con la productora Vivid y fue contratada para rodar una escena en la película The Watcher 6, en 1999. Rodó seis películas más y dejó la industria del porno. En febrero de 2003, decidió que quería volver a dedicarse al porno y firmó un contrato exclusivo con la productora Jill Kelly Productions, que duró un año. Tras finalizar este, firmó otro contrato exclusivo con la productora Anabolic con la que además de como actriz también trabajó como directora. Cuando su contrato con Anabolic finalizó no fue renovado y Alexis trabajo libremente sin estar comprometida con ninguna compañía durante algún tiempo. En 2006, firmó un contrato exclusivo con la productora Metro / Video Team, que continúa en vigor en la actualidad.
En noviembre de 2006, Alexis anunció que debido a la relación sentimental que mantiene con su prometido, dejaba de rodar escenas heterosexuales, continuando su carrera como actriz porno pero limitándose a rodar escenas lésbicas.
Alexis en octubre de 2009, se ubicó en el puesto 11 de las actrices porno más populares del mundo en la web theWIPlist.com.

## Filmografía parcial
2006:
- Elite.

2005:
- Hustler Centerfolds 6.
- Lascivious Latinas.

2004:
- Best of Alexis Amore.

2003:
- Desire.

2002:
- Busty Beauties.

2001:
- Titty Manía 3.

2000:
- Double Air Bags 4.